# Cuphea lobophora
Cuphea lobophora är en fackelblomsväxtart som beskrevs av Emil Bernhard Koehne. Cuphea lobophora ingår i släktet blossblommor, och familjen fackelblomsväxter.

## Underarter
Arten delas in i följande underarter:
- C. l. elongata
- C. l. occidentalis